# آیداروبیسین
آیداروبیسین (به انگلیسی: Idarubicin) یا ۴-دمتوکسی‌دانوروبیسین با نام‌های تجاری ایدانترا (Idantra)، زاودوس (Zavedos) و آیدامایسین (Idamycin) یک داروی ضد لوسمی و با ساختار آنتراسیکلینی است. این دارو آنالوگ داروی دانوروبیسین است که به علت نداشتن گروه متوکسی، حلالیت در چربی و جذب سلولی بالاتری دارد.
رده درمانی:داروهای درمان نئوپلاسم.
اشکال دارویی: آمپول

## موارد مصرف
این دارو به عنوان خط اول درمان لوسمی حاد میلوئیدی (AML) در کنار سیتارابین مصرف می‌شود.

## عملکرد
آیداروبیسین از خانواده آنتی بیوتیک‌های ضد تومور و از گروه آنتراسیکلینها است. این دارو که به‌طور اختصاصی در مرحله S تقسیم سلولی اثر می‌کند، با اتصال به DNA باعث کاهش نسخه‌برداری از DNA و سبب جداشدن زنجیره‌های آن می‌شود.

## عوارض جانبی
اصولاً داروهای شیمی درمانی پرعارضه اند.